# Abu al-Hasan al-Sa'id al-Mu'tadid
Abū al-Ḥasan al-Saʿīd ibn al-Maʾmūn, detto al-Muʿtaḍid bi-llāh (in arabo ﺍﺑﻮ الحسن السعيد بن المأمون, المعتضد بالله ‎?; ... – 1248), è stato un califfo berbero almohade che regnò su quanto sopravviveva dei domini almohadi, dal 1242 alla sua morte.
Era un figlio di Abū l-ʿAlā Idrīs al-Maʾmūn.

## Biografia
Salì al trono dopo la morte del fratello ʿAbd al-Wāḥid II, in un periodo in cui gli Almohadi controllavano ormai solo alcune parti del Maghreb al-Aqsa (Marocco). Durante il suo regno, gli Hafsidi di Tunisi estesero il loro controllo su tutta l'Ifriqiya, mentre i Merinidi conquistarono Meknès. Abū al-Ḥasan al-Saʿīd riuscì a stipulare un trattato con i Merinidi ed ottenne da loro truppe per combattere gli Hafsidi, ma venne ucciso poco dopo in un agguato.

I Merinidi colsero l'occasione per conquistare Fès, riducendo il controllo effettivo degli Almohadi alla sola regione di Marrakesh.

Gli succedette al trono Abu Hafs Omar al-Murtada.